# Partido Liberal Independiente de Unidad Nacional
El Partido Liberal Independiente de Unidad Nacional (PLIUN) es un partido político de Nicaragua, de tendencia de centroderecha e ideologías liberal y conservadora, fundado en 1984. 
Se separó del Partido Liberal Independiente (PLI) debido a que este tomó la decisión de participar en las elecciones generales del 4 de noviembre de ese mismo año (como partido opositor al Frente Sandinista de Liberación Nacional, FSLN), junto con el Partido Popular Social Cristiano (PPSC), el Movimiento de Acción Popular Marxista-Leninista (MAP-ML), el Partido Conservador Demócrata de Nicaragua (PCDN), el Partido Comunista de Nicaragua (PC de N) y el Partido Socialista Nicaragüense (PSN); esas elecciones las ganaron los candidatos del FSLN a la presidencia y vicepresidencia Daniel Ortega y Sergio Ramírez Mercado, respectivamente, con el 67% de los votos (736,052).

## Elecciones de 1990 y 1996
Después de adquirir su estatus legal en 1989 el PLIUN fue invitado, junto con otros 21 partidos opositores al FSLN, al diálogo nacional y se firmaron los Acuerdos de Managua que contemplaban la celebración de un proceso electoral democrático y la desmovilización de la Contra (guerrilla opuesta al FSLN desde 1980 mediante una guerra civil apoyada por Estados Unidos contra el Ejército Popular Sandinista (EPS) financiado por la Unión Soviética y Cuba interesados en la expansión del comunismo). Las elecciones se efectuarían el 25 de febrero de 1990. Rodolfo Robelo Herrera y Lombardo Martínez Cabezas fueron los candidatos al partido a la presidencia y vicepresidencia, respectivamente que corrió en la casilla 3 de las 3 boletas para elegir al presidente y vicepresidente, representantes a la Asamblea Nacional de Nicaragua (desde 1995 se les llama diputados) y concejales.
Esas elecciones las ganaron Violeta Chamorro y Virgilio Godoy Reyes, candidatos de la alianza Unión Nacional Opositora (UNO) a la presidencia y vicepresidencia, respectivamente, con el 54% de los votos (777,522), el FSLN tuvo el 40% (579,886), el Movimiento de Unidad Revolucionaria (MUR) 1.10% (16,751) y el resto los otros partidos 1.9%, o sea 28,816. El PLIUN no obtuvo ningún representante a la Asamblea Nacional; en las elecciones del 20 de octubre de 1996 el Partido Liberal Independiente de Unidad Nacional formó parte de la Alianza Liberal (AL), encabezada por el Partido Liberal Constitucionalista (PLC), junto con el Partido Liberal Nacionalista (PLN, el mismo de la familia Somoza que gobernó el país hasta 1979) y la Alianza Conservadora (ALCON). Esas elecciones las ganaron los candidatos de la AL Arnoldo Alemán y Enrique Bolaños Geyer a la presidencia y vicepresidencia, respectivamente.
En las elecciones municipales del 5 de noviembre de 2000, las presidenciales del 4 de noviembre de 2001, las municipales del 7 de noviembre de 2004 y las presidenciales del 5 de noviembre de 2006 el PLIUN estuvo coaligado con el PLC. En las elecciones municipales del 9 de noviembre de 2008 formó parte de la coalición Alianza PLC como partido opositor al FSLN. 